# Indústria musical
La indústria musical és el conjunt de negocis que tenen a veure amb la comercialització de la música, sigui en els concerts i audicions com en la venda i promoció de discs, cançons o grups musicals. Va néixer amb el mecenatge dels compositors i s'ha convertit en un sector econòmic rellevant, amb un important pes cultural.
La popularització dels aparells reproductors va fer augmentar les vendes particulars d'enregistraments, lligats als avenços tècnics i en l'època contemporània a la seva disponibilitat també a Internet (amb les polèmiques sobre les descàrregues d'arxius i els drets d'autor).
Les empreses de la indústria amb més volum de negoci són coneguts com les «Big Four»: Sony Music Entertainment, Universal Music Group, Warner Music Group i EMI, amb un 70% de quota de mercat. A Espanya cal destacar el paper de la Societat General d'Autors i Editors per les controvèrsies que l'envolten.
A Corea del Sud els serveis de pagament per subscripció a música foren negocis que s'introduïren ràpidament: el 2013 la tenda en línia de música sud-coreana MelOn fou el primer servei de subscripció de música del món en tindre un milió de clients pagant i el 2015 el 92,3 per cent de les vendes de música digital eren per aquest tipus de venda.